# جائزة ستيفنز
جائزة ستيفنز هي جائزة محاضرة هندسة البرمجيات التي تمنحها جمعية إعادة الهندسة، وهي جمعية صناعية. أُنشِئَت جائزة ستيفن الدولية للاعتراف بالمساهمات البارزة في الأدب أو الممارسة من أساليب لتطوير البرمجيات والنظم. ومُنِحَت الجائزة الأولى في عام 1995. وتركز العروض على الحالة الراهنة لأساليب البرمجيات واتجاهها في المستقبل.
وقد سميت هذه الجائزة في ذكرى واين ستيفنز (1944-1993)، وهو مستشار، ومؤلف، ورائد، وداعي للتطبيق العملي لأساليب البرمجيات وأدواتها. يتم إدارة جائزة ستيفنز ومحاضرة من قبل منتدى إعادة الهندسة. تأسست الجائزة من قبل ورشة العمل الدولية حول هندسة البرمجيات بمساعدة الحاسوب (IWCASE)، وهي جمعية ورشة عمل دولية لمستخدمي ومطوري تكنولوجيا هندسة البرمجيات بمساعدة الحاسوب (CASE)، والتي اندمجت في منتدى إعادة الهندسة. وكان واين ستيفنز عضوًا في الميثاق في المجلس التنفيذي لورشة العمل الدولية حول هندسة البرمجيات بمساعدة الحاسوب (IWCASE).

## مستلمون
- 1995: توني واسيرمان
- 1996: ديفيد هرال
- 1997: مايكل جاكسون
- 1998: توماس مكابي
- 1999: توم ديماركو
- 2000: جيرالد واينبرج
- 2001: بيتر تشن
- 2002: كورديل غرين
- 2003: ماني ليمان
- 2004: فرانسوا بودارت
- 2005: ماري شاو، جيم هايسميث
- 2006: جرادي بوش
- 2007: نيكولاس زفيجينتزوف
- 2008: هاري سنيد
- 2009: لاري قسطنطين
- 2010: بيتر أيكن
- 2011: جاريد سبول، باري بوهم
- 2012: فيليب نيوكومب
- 2013: جان لوك هيناوت
- 2014: فرانسوا كوللييه
- 2015: بيير بورك